# Quella scimmia del mio amico
Quella scimmia del mio amico (My Gym Partner's a Monkey) è una serie televisiva a cartoni animati prodotta dalla Cartoon Network Studios nel 2005. Le trasmissioni della serie sono cominciate il 26 dicembre 2005 e sono terminate il 27 novembre 2008, per un totale di 51 episodi.
La serie, distribuita dalla Nelvana, è stata trasmessa in diversi paesi in tutto il mondo, compresa l'Italia, dove è stata mandata in onda sui canali Cartoon Network e Boing.

## Trama
La storia parla di un ragazzino di nome Adam Lyon che per un errore dovuto al suo cognome è stato trasferito in una scuola-zoo Charles Darwin (chiamata in onore del grande naturalista del XIX sec) frequentata da tutte le specie animali. Qui fa la conoscenza della scimmia ragno Jake, un combinaguai che diventerà il suo migliore amico.

## Personaggi
- Adam Lyon: protagonista della serie e un tipico studente statunitense, Adam viene trasferito in una scuola per animali per via di un errore ortografico del suo cognome (Lion vuol dire leone). Qui conosce la scimmia ragno Jake, che diviene il suo migliore amico. Inizialmente fa fatica ad adattarsi all'ambiente della scuola-zoo Charles Darwin avendo nostalgia della sua vecchia scuola ma col passare delle stagioni inizia a capire che stare con gli animali è il suo vero destino, tanto che gli altri animali lo nominano animale da zoo onorario.
- Jacob P. "Jake" Ragnoscimmia: è una scimmia ragno iperattiva, ed occasionalmente piuttosto volgare. Normalmente i guai che combina insieme ad Adam, sono le premesse per i vari episodi della serie. Ha la tendenza di fare battute e menzioni che riguardano il suo sedere.
- Slips Pitone è un pitone inoffensivo e sognatore, amico di Jake e Adam.
- Guadalupe "Lupe" Tucanello: è una tucana amica dei protagonisti, è una tucana esuberante alla moda.
- Ingrid Giraffetti: è una giraffa masai timida e gentile che non viene quasi mai mostrata di testa. Ha una cotta per Adam.
- Windsor Gorilla: è un gorilla amico di Adam e Jake, molto forzuto ed intelligente.
- Virgilio "Bullo" Squalowsky: è uno squalo leuca che si crede il bullo della scuola. Verrà sconfitto in alcuni episodi da Adam.
- Henry Armadillo: è un armadillo è molto stupido e imbranato e spesso viene picchiato e sfruttato da tutta la scuola. Nonostante sia probabile che soffra peggio di Adam, in un episodio ha affermato che gli piaceva essere vittima di bullismo perché è questo che lo fa sentire incluso.
- James Formica: è una formica che chiama tutti col suffisso di amico perché non si ricorda mai i nomi degli altri studenti. Dopo un certo numero di apparizioni non si vedrà più nella serie.
- Preside Ranocchio: è il preside della scuola ed è un ranocchio. Nel corso degli episodi lo si vede avere a che fare con gli studenti, specialmente con Adam e Jake. Ha la paura costante di ricevere accuse legali
- Sig. Cyrus Q. Rhino: è uno dei professori, è un rinoceronte indiano.
- Sig. Maurice Bob Mandrillo: è un altro insegnante di razza; è un mandrillo, spesso fa da psicologo agli studenti, ma in un episodio viene rimpiazzato da Slips.
- Sig. Zampillottero: è un'orca.
- Signorina Winifred facocera: è un facocero femmina, segretaria e assistente del preside Ranocchio e detesta lavorare.
- Signorina Camaleonta: è un camaleonte pantera insegnante di arte drammatica.
- Signorina Eugenia Proboscide: è un'elefantessa, serve nella mensa della scuola.
- Signorina Branchia: è un'insegnante di razza pesce che dirige le lezioni di ginnastica, ed è accompagnata da un furetto.
- Infermiera Gazzella: è una gazzella affascinante che fa l'infermiera, in un episodio afferma di avere il cervello piccolo quanto una nocciolina, o meglio dire quanto un seme di soia (perché sono più piccoli). In un episodio si scopre che non si era diplomata alle medie e quando è ritornata studente ha menzionato di essere una cosmetologa licenziata e ha espresso che ha un interesse amoroso per Adam nonostante ovviamente non è legale.
- Kerry Anderson: è un'amica d'infanzia di Adam nonché sua vicina di casa, è molto interessata alla scuola per animali che frequenta Adam nonostante quest'ultimo si sente a disagio a parlarne.
- Chad: prima che Adam si trasferisse nella scuola per animali Chad si divertiva a bullizzare Adam e schernirlo della anormalità della sua scuola ogni volta che si presenti l'occasione. In un episodio si è travestito da studente della scuola per animali e quando venne scoperto dal Preside Ranocchio confessò che aveva escogitato uno stratagemma per riportare Adam nella vecchia scuola, perché gli altri alunni non gli davano la stessa gioia che gli dava quando infastidiva Adam. Alla fine viene sconfitto e rimbrottato da Adam, Jake, il Preside Ranocchio e tutti gli animali della scuola media Charles Darwin che, incolpandolo, lo espellono da tutti gli istituti scolastici che lo colpevolizzano del suo comportamentaccio del tutto inappropriato e per la sua cattiveria.

## Doppiaggio
| Personaggio                             | Doppiatore originale | Doppiatore italiano |
| --------------------------------------- | -------------------- | ------------------- |
| Adam Lyon                               | Nika Futterman       | Laura Latini        |
| Jake Spidermonkey                       | Thomas James Kenny   | Alessandro Tiberi   |
| Slips Python                            | Rick Gomez           | Stefano Crescentini |
| Ingrid Giraffe                          | Grey DeLisle         | Germana Longo       |
| Lupe Toucan                             | Grey DeLisle         | Cristina Noci       |
| Windsor Gorilla                         | Rick Gomez           | Carlo Scipioni      |
| Virgil "Bull" Sharkwoski                | Phil LaMarr          | Marco Baroni        |
| Preside Ranocchio (Principal Pixiefrog) | Maurice LaMarche     | Dario Penne         |